# Сигтюна (община)
Община Сигтюна (на шведски: Sigtuna kommun) е разположена в лен Стокхолм, централна Швеция с обща площ 352 km2 и население 43 372 души (към 31 декември 2013). Административен център на община Сигтюна е град Мерща.